# Damien Rieu
Pour les articles homonymes, voir Rieu.
Damien Rieu, né le 27 août 1989 en région lyonnaise, est un militant d'extrême droite  français.
Il devient dans les années 2010 l'un des militants les plus médiatiques — notamment sur Twitter — du mouvement identitaire en France. Il est notamment cofondateur et porte-parole de Génération identitaire, mouvement d'extrême droite dissous par le ministère de l’Intérieur en 2021. Il est souvent décrit comme un gourou par la presse et comme influent dans les cercles complotistes,.
À partir de 2019, il est assistant parlementaire du député européen Philippe Olivier. Aux élections départementales de 2021, il est candidat du Rassemblement national dans le canton de Péronne (Somme).
Il rejoint ensuite le parti Reconquête, se ralliant à la candidature d’Éric Zemmour en vue de l’élection présidentielle de 2022. Après la défaite de Zemmour à l'élection, Damien Rieu échoue à se faire élire aux élections législatives de 2022 : il obtient 10,7 % des voix, étant éliminé pour le second tour.

## Biographie

### Situation personnelle
Né Damien Lefèvre le 27 août 1989 en région lyonnaise, il est le fils d'un militant communiste,. Il raconte que son père l’a exclu du foyer familial alors qu’il avait 17 ans, lorsqu'il a décidé de s'engager au Front national de la jeunesse (FNJ). Placé en foyer, il affirme y avoir été « le seul Blanc ». Selon Libération, le personnel d'un des foyers dément sa version d'un « guerrier de la race blanche » qui aurait vécu le grand remplacement, et affirme qu'il était alors « un jeune bien sous tous rapports », peu bavard sur ses opinions politiques.

### Génération identitaire
Il quitte le FNJ rapidement et rejoint Génération identitaire, où il dira avoir trouvé « une dimension communautaire, une famille, un bouclier et une solidarité ». Au sein de l'organisation, il mène des actions comme l'occupation d'un chantier de mosquée à Poitiers, d'un restaurant Quick halal à Villeurbanne et l'organisation d'une manifestation contre la présence de milliers d'étrangers en situation irrégulière à Calais,. Il intègre en particulier « Rebeyne ! », un groupe identitaire lyonnais, et devient porte-parole de Génération identitaire.
En mai 2013, il est condamné pour avoir, dans le cadre d'une manifestation contre le mariage homosexuel, déployé illégalement une banderole « Hollande démission » au siège du Parti socialiste, rue de Solférino.
En 2014, Damien Rieu prend la parole lors de rassemblements de Génération identitaire, où, selon Libération, « le complotisme n'est jamais loin ». Il y soutient la théorie du grand remplacement et préconise la « remigration »,. D’après LCI, il y qualifie le gouvernement de François Hollande de « dictature socialiste » et déclare que « François Hollande a été élu par plus de 90 % de la communauté musulmane. Il est le président du grand remplacement ».
La même année, jugé pour incitation à la haine raciale, il est relaxé.
En décembre 2017, il est condamné en première instance à « 40 000 euros d'amende et à un an de prison avec sursis » pour son action dans l'occupation du chantier de la grande mosquée de Poitiers. À l’issue du procès en appel, qui a lieu le 19 juin 2020 à Poitiers, il est relaxé en raison d’une erreur de procédure, le tribunal ayant oublié de suspendre la prescription, qui n'est que d’un an pour des faits d'incitation à la haine raciale et dégradation. 
En avril 2018, il participe à l'organisation du blocage du col de l'Échelle, point de passage des migrants venus d'Italie, par des dizaines de militants de Génération identitaire. Poursuivi pour des « activités exercées dans des conditions de nature à créer dans l’esprit du public une confusion avec l’exercice d’une fonction publique », Damien Rieu est condamné en première instance, en août 2019 — avec Clément Gandelin, porte-parole de Génération identitaire et Romain Espino —, à six mois de prison ferme, une amende de 2 000 euros et la privation « de [ses] droits civiques, civils et de famille pendant cinq ans ». En décembre 2020, la cour d'appel de Grenoble prononce finalement la relaxe des trois prévenus.

### Militantisme hors GI
À partir de 2013, il s'engage auprès de l'association SOS Chrétiens d'Orient avec laquelle il se rend à plusieurs reprises en Syrie, alors en guerre, entre 2013 et 2016. De même que Génération Identitaire, cette ONG soutient le régime de Bachar el-Assad, notamment en apportant son aide à des miliciens pro-Assad et en relayant la propagande du régime,,,,,,.
Il se mobilise en 2019 en faveur de la militante du mouvement des Gilets jaunes Fiorina Lignier, éborgnée par un tir de lanceur de balle de défense, en lançant une cagnotte de soutien qui rapportera 50 000 euros. Selon Slate, Fiorina Lignier a été « érigée en martyr du mouvement identitaire par la fachosphère », et le soutien de Damien Rieu s'effectue dans ce contexte,.

### Militantisme en ligne et lien avec cyberharcèlement
Selon France info, il est l'un des influenceurs d'extrême droite les plus actifs sur les réseaux sociaux, où il relaye un discours anti-immigration à base de buzz et de partage de vidéos violentes, des appels à la mobilisation pour tenter d'influer sur la vie politique ou des lancements d'attaques en ligne contre des adversaires. Il essaierait également de lisser son image tout en flirtant avec les règles des réseaux sociaux pour que ses comptes ne soient pas supprimés,. Ses messages sur les réseaux sociaux, s'ils sont inattaquables en justice, participent notamment à la vague de cyberharcèlement à l'encontre de Nicolas Hénin, engagé contre la radicalisation, le terrorisme et la haine en ligne : celui-ci reçoit sur Twitter des menaces de mort d'internautes, parmi lesquels 5 sont jugés en 2022, dont une en réponse au compte, très suivi, de Damien Rieu,,.

### Parcours politique
Cofondateur de la société de communication Janus, il est recruté pendant six mois en 2014 au cabinet de Marie-Claude Bompard à Bollène, puis est embauché par Julien Sanchez comme directeur adjoint de la Communication de la ville de Beaucaire durant l'année 2015. Il passe ensuite au service de Marion Maréchal-Le Pen, se rapproche d'elle lors des élections régionales de 2015, et se retrouve employé au conseil régional de Provence-Alpes-Côte d'Azur à l'issue de ces dernières.
Il est, avec Pierre Sautarel, un des rédacteurs du site Fdesouche. En 2016, il fonde avec Charlotte d'Ornellas un magazine gratuit sur Internet intitulé France. Cette dernière décrit ce magazine comme le « petit nouveau de la famille des médias patriotes, issu du constat partagé qu’il existait une place libre pour un magazine de reportages, d’interviews et de débats sous une esthétique que nous espérons soignée ». Ce magazine présente des thèmes sur l'histoire, la politique ainsi que des entretiens avec notamment Philippe Conrad, Marine Le Pen, Philippe de Villiers et Nicolas Dupont-Aignan.
En 2018, il est recruté sous son nom d'état civil comme collaborateur parlementaire de Gilbert Collard à l'Assemblée nationale. Jugeant que « ça ne marchait pas » avec lui, il devient, en 2019, l'assistant parlementaire du député européen Philippe Olivier — membre du bureau national et du conseil national du Rassemblement national, époux de Marie-Caroline Le Pen, avec pour mission, écrit le quotidien L'Opinion, de « faire buzzer », à savoir produire « un maximum de bruit sur le travail de la délégation RN au Parlement européen ». L'administration du Parlement européen ouvre une enquête sur lui, en raison de sa condamnation par le tribunal de Gap qui ne figurait pas sur l'extrait de casier judiciaire nécessaire à son embauche.
Selon un article de 2020 de Libération, Damien Rieu, qualifié de « pro de l'agit-prop », se « spécialise dans le clash numérique », avec une maîtrise « souvent supérieure à celle de ses adversaires ». Sur Twitter, Damien Rieu dénonce l'« islamisation » et l'« ensauvagement » de la société française, ou encore le « racisme anti-Blancs ». Selon Libération, il expose des faits divers, présente des vidéos tronquées et diffuse de nombreuses fausses nouvelles. Selon le politologue socialiste Gaël Brustier, il est un « excellent propagandiste ».
Avec Yaël Ménache, il est candidat aux élections départementales de 2021 dans le canton de Péronne (Somme) sous l'étiquette du Rassemblement national. Le binôme réunit 45 % des suffrages exprimés au second tour face à la gauche.
En janvier 2022, il annonce son soutien à la candidature d’Éric Zemmour pour l’élection présidentielle française de 2022 ainsi que son adhésion à Reconquête, parti récemment lancé par ce dernier. Pour expliquer son ralliement, il évoque la théorie du « grand remplacement », défendue par Éric Zemmour alors que Marine Le Pen se refuse à l'employer en raison de son complotisme, préférant parler de « submersion migratoire ». Lors du second tour de l'élection, il appelle à voter pour Marine Le Pen. Il est chargé de la « communication électorale » au sein du parti Reconquête. Lors des élections législatives de 2022, il est candidat dans la quatrième circonscription des Alpes-Maritimes. Avec 10,66 % des suffrages exprimés, il arrive en cinquième place et est éliminé à l'issue du premier tour de cette élection. 
Le 8 juillet 2022, il se fait remarquer en dénonçant par erreur Hideo Kojima comme le meurtrier de Shinzō Abe sur Twitter. Le tweet, rapidement supprimé, est repris par la presse internationale,,,. Le lendemain, Kojima Productions annonce sur Twitter condamner « fermement la diffusion de fake news et de rumeurs qui véhiculent de fausses informations », et envisage d'engager des poursuites judiciaires,.
Il est membre du collectif zemmourien Parents vigilants, qui vise à promouvoir les idées de Zemmour au sein de la vie éducative.
En octobre 2022, Xavier Bertrand perd le procès qu’il avait intenté à son encontre pour la publication d’un tweet dans lequel était relayé un tract intitulé « les 6 péchés islamiques de Xavier Bertrand ». Les faits étaient prescrits au moment où le juge d’instruction a rendu son ordonnance de renvoi à l’audience,.

## Résultats électoraux

### Élections départementales
| Année | Parti | Parti | Département | Canton  | Premier tour | Premier tour | Second tour | Second tour |
| Année | Parti | Parti | Département | Canton  | Voix         | %            | Voix        | %           |
| ----- | ----- | ----- | ----------- | ------- | ------------ | ------------ | ----------- | ----------- |
| 2021  |       | RN    | Somme       | Péronne | 2 446        | 31,55        | 3 293       | 44,94       |

### Élections législatives
En 2022, candidat aux élections législatives de 2022 dans la quatrième circonscription des Alpes-Maritimes, il arrive en cinquième position et est éliminé dès le premier tour.
| Année | Parti | Parti | Département     | Circonscription    | Premier tour | Premier tour |
| Année | Parti | Parti | Département     | Circonscription    | Voix         | %            |
| ----- | ----- | ----- | --------------- | ------------------ | ------------ | ------------ |
| 2022  |       | REC   | Alpes-Maritimes | 4e circonscription | 4 036        | 10,66        |

## Affaires judiciaires et condamnation pour cyberharcèlement
En mai 2022, le footballeur Karim Benzema porte plainte contre Damien Rieu pour diffamation. En 2020, Damien Rieu avait publié deux tweets comparant Benzema à un djihadiste. Damien Rieu s'est justifié en estimant que Karim Benzema avait une responsabilité morale vis-à-vis de la communauté musulmane qui le suit sur les réseaux sociaux : « Si j'ai rédigé ces tweets, c'est parce que Karim Benzema envoie des signaux particulièrement ambigus quand il like une publication de quelqu'un qui justifie la décapitation de Samuel Paty et les attentats jihadistes. Quand on est très suivi et notamment par un public musulman, on a une responsabilité. »,.
En septembre 2023, Damien Rieu est relaxé par le tribunal judiciaire de Lyon. Le tribunal a estimé que l'infraction de diffamation n'était pas constituée pour le premier tweet. Concernant le second, les juges relaxent Damien Rieu au titre du bénéfice de la bonne foi, en l'occurrence, Damien Rieu s'appuyait sur un like de Karim Benzema apposé sur le post Instagram d'un combattant de MMA (Khabib Nurmagomedov) où l'on pouvait lire : « Qu'Allah fasse descendre son châtiment sur celui qui empiète sur l'honneur du prophète. ».
Le 17 mai 2024, Damien Rieu est condamné à huit mois de prison avec sursis pour cyberharcélement en avril 2017 auprès d'une femme ayant critiqué Marion Maréchal dans une vidéo privée. Damien Rieu avait procédé à une divulgation de données personnelles en publiant sur le réseau le nom et une bonne partie du numéro de téléphone de la victime. D'après les avocats de la victime, ces publications avaient « entraîné une campagne massive de dénigrement, d’insultes racistes et de harcèlement en ligne, ainsi que de très nombreux appels anonymes ». Le militant n'indique pas s'il compte faire appel de la décision judiciaire.